# Irma Palmieri
Irma Palmieri (24 tháng 6 năm 1931 – 19 tháng 3 năm 2015) là một nữ diễn viên và diễn viên hài người Venezuela, được biết đến chủ yếu với công việc của bà là Hortensia trên bản phác thảo radio "Flora & Hortensia".

## Sự nghiệp
Sự nghiệp của bà bắt đầu trên đài phát thanh, nơi bà thu hút được sự nổi tiếng với công việc lồng tiếng hài hước trên Radio Rumbos. Nhân vật của Pepito Preguntón được tạo ra cho bà bởi Pedro E. Belisario. Sau đó, bà trở nên nổi tiếng trên toàn quốc với nhân vật spinster già của Hortensia, người sống với người bạn của bà là Flora (Nelly Pujols). Bản phác thảo có hai nhân vật được phát sóng như một phần của loạt phim hài Kiko Botones trên Radio Rochela trong những năm 1980.

## Qua đời
Palmieri qua đời ở tuổi 83 vào ngày 19 tháng 3 năm 2015, tại nhà của bà ở Caracas.

## Đóng phim
| Năm  | Tựa đề          | Vai trò         | Ghi chú            |
| ---- | --------------- | --------------- | ------------------ |
| 1975 | Valentina       | Hermana Melania | Truyền hình ra mắt |
| 1981 | Bot Kiko        | Elena Nita      |                    |
| 1986 | La dama de rosa |                 |                    |
| 1988 | Señora          | Helena          |                    |